# Mike Epps
Pour les articles homonymes, voir Epps.
Mike Epps est un humoriste et acteur de cinéma américain, né le 18 novembre 1970 à Indianapolis (Indiana).

## Filmographie

### Cinéma
- 1997 : Strays de Vin Diesel : Mike
- 2000 :  Piégé d'Antoine Fuqua : Stevie Sanders
- 2001 : Next Friday de Steve Carr : Day-Day Jones
- 2001 : How High de Jesse Dylan : Baby Powder - le mac
- 2002 : Chasseurs de primes de Kevin Bray : Reggie
- 2002 : Friday After Next de Marcus Raboy : Day-Day Jones
- 2003 : The Fighting Temptations de Jonathan Lynn : Lucius
- 2004 : Resident Evil: Apocalypse d'Alexander Witt : L.J.
- 2005 : The Honeymooners (Pour le meilleur et pour le pire au Québec) de John Schultz : Ed Norton
- 2005 : La Fièvre du roller de Malcolm D. Lee : Byron
- 2006 : Something New de Sanaa Hamri : Walter
- 2007 : Resident Evil: Extinction de Russell Mulcahy : L.J.
- 2007 : Talk to Me de Kasi Lemmons
- 2008 : Le Retour de Roscoe Jenkins (Welcome Home, Roscoe Jenkins) de Malcolm D. Lee : Reggie
- 2009 : Les Rebelles de la forêt 2 de Matthew O'Callaghan et Todd Wilderman : Boog (voix)
- 2009 : Very Bad Trip de Todd Phillips : Black Doug
- 2011 : Faster de George Tillman Jr : R.G.
- 2011 : Mac and Devin Go to High School : Mr Armstrong
- 2011 : Jumping the Broom : Willie Earl
- 2012 : Sparkle : Satin
- 2013 : Very Bad Trip 3 de Todd Phillips : Black Doug
- 2013 : Repentance de Philippe Caland
- 2015 : Stealing Cars de Bradley Kaplan
- 2016 : Nina de Cynthia Mort : Richard Pryor
- 2017 : Acts of Violence de Brett Donowho : Max Livingston
- 2018 : Death Wish d'Eli Roth : Dr. Chris Salgado
- 2019 : The Trap d' Erik White : Dutch
- 2019 : Dolemite Is My Name de Craig Brewer : Jimmy Lynch
- 2023 : Madame Web de S. J. Clarkson
- 2023 : You People de Kenya Barris (en)
- 2024 : The Underdoggs de Charles Stone III : Kareem

### Télévision
- 2017 : Star : Jay Holland (1 épisode, saison 2)
- à partir de 2021 : La Famille Upshaw :  Bennie Upshaw

## Clips vidéo
- Westside Connection : Gangsta Nation
- Ice Cube : Why We Thugs
- T.I. : What You Know ; ASAP
- Napoleon : Never Forget
- Outlawz Ft. Jay Z And LiL Wayne : Legendz in da Game
- G'd Up de Jay-Z
- Noreaga : Nothin
- Jim Jones feat Juelz Santana and Ron Browz : Pop Champaign
- Mindless Behavior feat Diggy Simmons : "Mrs. Right"
- Kendrick Lamar :Bitch don't kill my vibe
- Chris Brown and Tyga : Ayo
- Rae Sremmurd : No Flex Zone
- Tee Grizzley : No Effort
- 21 Savage : Bank Account